# Hans Bahlsen
Hans Bahlsen (* 9. Mai 1901 in Hannover; † 9. März 1959 in Bad Nauheim im Wetteraukreis) war ein deutscher Ingenieur, Unternehmer und Mitgeschäftsführer der Firma Bahlsen.

## Leben
Hans Bahlsen war der älteste Sohn von Firmengründer Hermann Bahlsen. Er erhielt im väterlichen Geschäft von 1919 bis 1920 eine Ausbildung als Bäcker und Schlosser. Von 1920 bis 1922 studierte Hans Bahlsen Maschinenbau am Technikum Mittweida. Von 1922 bis 1925 folgten Auslandsaufenthalte u. a. in England, Holland, Finnland und den USA. 1928 übernahm Hans Bahlsen die technische Leitung der H. Bahlsen Keks-Fabrik in Hannover und bildete mit seinen jüngeren Brüdern Werner Bahlsen und Klaus Bahlsen die Geschäftsführung.
Zum 1. Mai 1933 trat Hans Bahlsen nach Erkenntnissen aus dem Jahr 2019 in die NSDAP (Mitgliedsnummer 3.555.351) und die SS ein, wo er als Mitglied einer SS-Motorstandarte geführt wurde. Er verließ die SS bereits im Dezember 1934 wieder, angeblich als Reaktion auf einen Befehl, aus der Kirche auszutreten. Hans Bahlsen kooperierte aber auch später noch geschäftlich mit der SS, etwa bei der geplanten Versorgung mit Fruchtpasteten. Frühere Berichte hatten stets die Distanz des Unternehmens zum NS-Staat betont, so sei auf dem Firmengelände der Hitlergruß vermieden worden. Bekannt war jedoch, dass die Firma Bahlsen während des Zweiten Weltkriegs Geschäfte mit der Wehrmacht gemacht und zwischen 1942 und 1945 rund 200 Zwangsarbeiter beschäftigt hatte, vor allem Frauen aus Osteuropa. Wie 2019 bekannt wurde, verwaltete die Firma während des Krieges auch eine Keksfabrik in Kiew und verschleppte von dort aus in Kooperation mit dem SD Ukrainerinnen nach Hannover. Im Rahmen der Entnazifizierung wurde Hans Bahlsen als „Mitläufer“ eingestuft; seine jüngeren Brüder Werner und Klaus, die die SS bis 1935 finanziell unterstützt hatten, der NSDAP aber erst 1942 beitraten, galten offenbar als „entlastet“.
Nach 1945 war Hans Bahlsen maßgeblich am Wiederaufbau des Unternehmens in Hannover und dem Ausbau des Warenexports nach Kanada und den USA beteiligt. Die Technische Hochschule Hannover verlieh Hans Bahlsen 1951 die Ehrendoktorwürde auf dem Gebiet der Korrosion an Verarbeitungsmaschinen in der Ernährungsindustrie. Der Historiker Christian-Alexander Wäldner forderte 2015, Bahlsen den Ehrentitel wieder abzuerkennen, da er in der NS-Zeit von der Ausbeutung ausländischer Arbeitskräfte profitiert habe.
Sein Sohn Hermann Bahlsen jr. (1927–2014) übernahm nach dem Tod des Vaters für lange Zeit die Firmenleitung und zog sich zwischen 1993 und 1996 sukzessive aus dem Unternehmen zurück. Aus dessen erster Ehe stammen Hans Bahlsens Enkel Alexander (1957–2019), Hubertus (* 1959) und Dagmar (* 1963).
Hans Bahlsen publizierte 1950 zwei wissenschaftliche Arbeiten: „Zum Einfluß des Wassers“ und „Die Beeinflussung von Nahrungsmitteln durch Korrosion an Verarbeitungsmaschinen“.